# Pe-Hor
Pe-Hor – władca starożytnego Egiptu z dynastii 0 lub z wcześniejszego okresu. Jego imię w serechu jest znane z naczynia znalezionego w Qustul oraz z inskrypcji skalnych z Armant na pustyni zachodniej.

## Imię
| G5 |

| G5 |

| Q3 |

| Q3 |

| Q3 |

| Q3 |

| G5 |

| G5 |

| Q3 |

| Q3 |

| Q3 |

| Q3 |